# Aulonothroscus laticollis
Aulonothroscus laticollis är en skalbaggsart som först beskrevs av Rybinski 1897.  Aulonothroscus laticollis ingår i släktet Aulonothroscus, och familjen småknäppare. Enligt den finländska rödlistan är arten akut hotad i Finland. Arten är reproducerande i Sverige. Artens livsmiljö är naturlundskogar.